# Leptosciarella tuberculigera
Leptosciarella tuberculigera är en tvåvingeart som först beskrevs av Risto Kalevi Tuomikoski 1960.  Leptosciarella tuberculigera ingår i släktet Leptosciarella och familjen sorgmyggor.
Artens utbredningsområde är Finland. Arten är reproducerande i Sverige. Inga underarter finns listade i Catalogue of Life.